# ناتاليا فيربيك
ناتاليا فيربيك (بالإسبانية: Natalia Verbeke )‏ (و. 1975 – م) هي ممثلة مسرحية، وممثلة أفلام من إسبانيا. ولدت في بوينس آيرس.

## وصلات خارجية
- ناتاليا فيربيك على موقع IMDb (الإنجليزية)
- ناتاليا فيربيك على موقع روتن توميتوز (الإنجليزية)
- ناتاليا فيربيك على موقع ألو سيني (الفرنسية)
- ناتاليا فيربيك على موقع ميوزك برينز (الإنجليزية)
- ناتاليا فيربيك على موقع أول موفي (الإنجليزية)
- ناتاليا فيربيك على موقع قاعدة بيانات الأفلام السويدية (السويدية)
- ناتاليا فيربيك على موقع ديسكوغز (الإنجليزية)
- ناتاليا فيربيك على موقع قاعدة بيانات الفيلم (الإنجليزية)
- ناتاليا فيربيك على موقع كينوبويسك (الروسية)